# Gufufoss

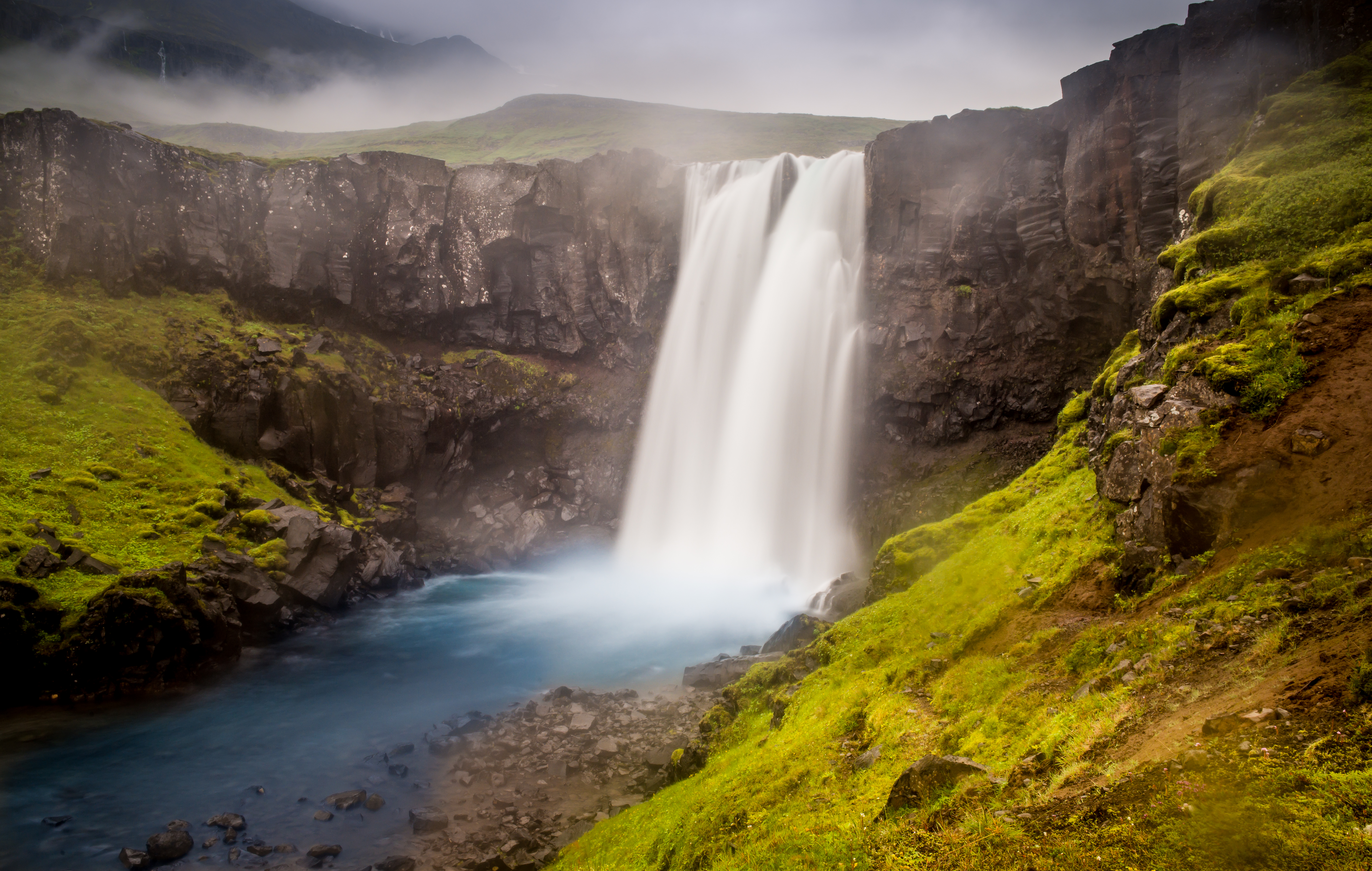
Gufufoss – Blick von oben

Der Gufufoss (isländisch Dampfwasserfall) ist ein Wasserfall im Osten Islands.
Die Fjarðará ist der Abfluss aus dem Heiðarvatn und fällt beim Gufufoss 27 Meter in die Tiefe. Im Verlauf des Flusses und der Umgebung gibt es über zehn Wasserfälle. Vor Seyðisfjörður wird das Wasser im Kraftwerk Fjarðarselsvirkjun genutzt.
Er liegt südlich neben dem Seyðisfjarðarvegur  der über die Fjarðarheiði führt und Seyðisfjörður mit Egilsstaðir und den anderen Teilen Islands verbindet.